# Dominteni
Dominteni è un comune della Moldavia situato nel distretto di Drochia di 1.402 abitanti al censimento del 2004